# لوزة مخيخية
اللوزتان المخيخيتان أو الفصيصان المخيخيان (بالإنجليزية: Cerebellar tonsils أو amygdala cerebelli أو tonsilla cerebelli)‏ هما فصيصان مدوران على السطح السفلي لكل نصف كرة مخيخي، ومستمران بشكل إنسي مع لُهاة المخيخ وبشكل خلفي بواسطة الفص الندفي.
يمكن أن يؤدي استطالة اللوزتين المخيخيتين بسبب الضغط إلى انزلاق هذا الجزء من المخيخ أو دفعه عبر الثقبة العظمى للجمجمة مما يؤدي إلى فتق اللوزتين، هذه حالة مهددة للحياة لأنها تسبب زيادة الضغط على النخاع المستطيل الذي يحتوي على مراكز التحكم في التنفس والقلب.

## علم الأمراض
يُعد النوع الأول من التشوه الخياري شذوذًا خلقيًا في الدماغ يتم فيه استطالة اللوزتين المخيخيتين ودفعهما لأسفل من خلال فتحة قاعدة الجمجمة (طالع الثقبة العظمى)، مما يعيق تدفق السائل الدماغي الشوكي أثناء خروجه من خلاله الفتحات الإنسيّة والجانبيّة للبطين الرابع، يُطلق عليه أيضًا التهاب اللوزتين المخيخي أو فتق اللوزتين.على الرغم من أن أعراض التشوه الخياري غالبًا ما تكون خِلقية إلا أنه يمكن أيضًا تحفيزها بسبب صدمة جسدية في الرأس سببها عادةً ارتفاع الضغط داخل الجمجمة نتيجة لورم دمويأو زيادة إجهاد الجافية الذي يسحب الدماغ إلى الثقبة العظمى، تضاعف إصابات الرأس احتمالية الإصابة بانتباذ اللوزتين المخيخيتين أربعة أضعاف، قد يكون الانتباذ موجودًا ولكن بدون أعراض حتى تتسبب الإصابة في ظهور أعراض.

## صور إضافية

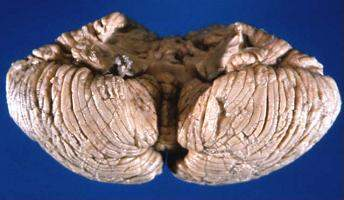
صورة أمامية للدماغ البشري.
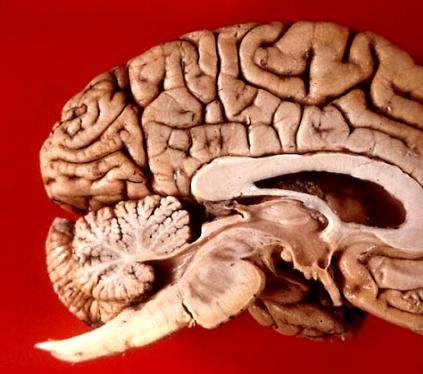
عرض سهمي ناصف للدماغ البشري.
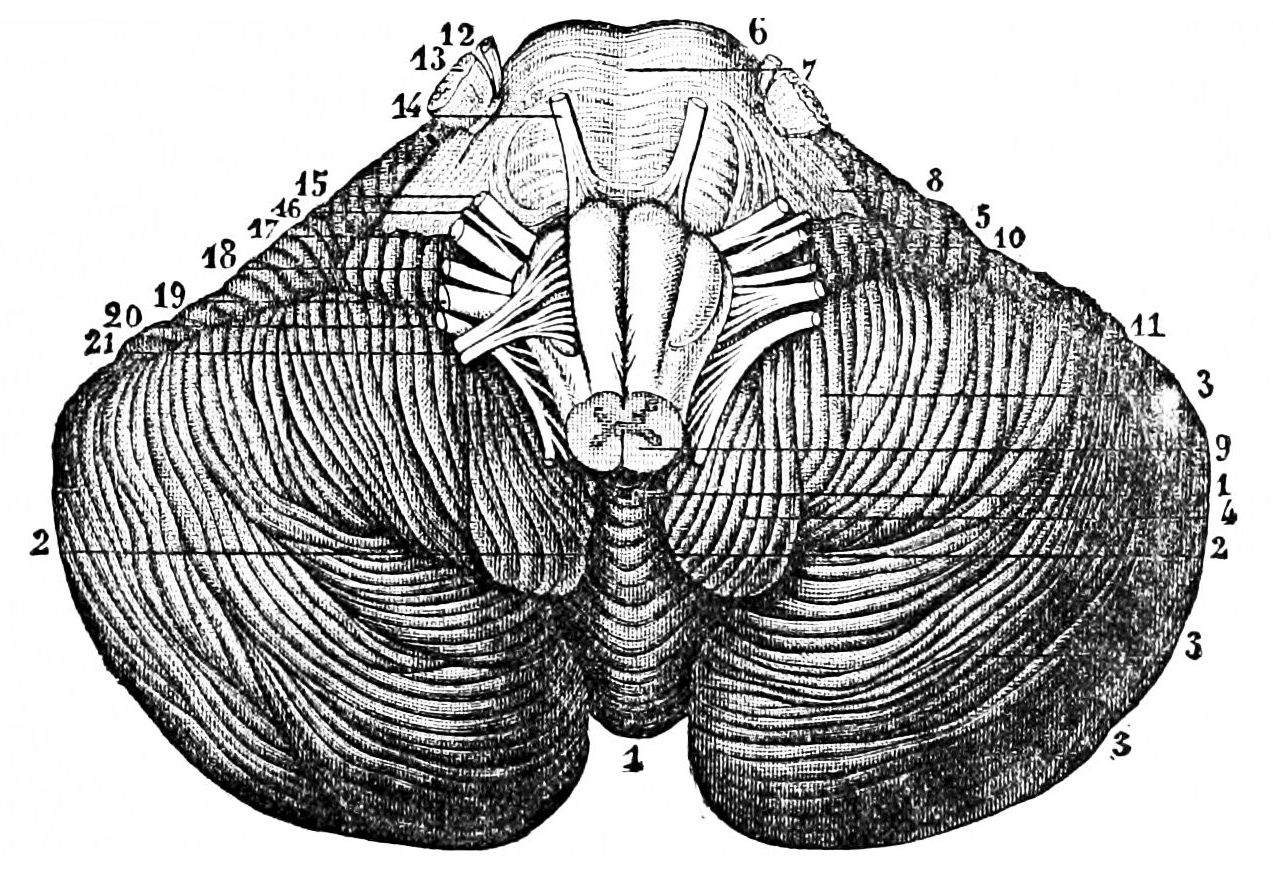
الجزء السفلي للدماغ البشري.